# Bibliothèque Sans-Souci
La bibliothèque Sans-Souci est la première bibliothèque communale néerlandophone d’Ixelles, au 131 rue Sans-Souci. Elle est située dans un immeuble moderniste ayant hébergé une usine d'ascenseurs.

## Architecture

### Quartier
Le bâtiment se situe dans le quartier Malibran, au nord de la place Eugène Flagey. La majorité du bâti de la rue et du quartier sont plus anciens que cet immeuble et ont été construits entre 1850 et la Première Guerre mondiale. Les maisons sont essentiellement des maisons bourgeoises de style néoclassique avec des façades recouvertes d’enduit ou de parements de briquettes. Il s’agit d’un quartier ayant attiré beaucoup de propriétaires de commerces. Un certain nombre de rez-de-chaussée ont ainsi été conçus ou transformés en devantures commerciales avec des ateliers aménagés en fond de parcelle, aujourd'hui reconvertis en logements.

### Contexte des années 1930
D'après l'inventaire du patrimoine architectural de la Région Bruxelles-Capitale, le bâtiment a été conçu en 1933 par l'architecte M. Collard, dans l’entre-deux-guerres bruxellois. Cette époque connaît une importante pénurie de logements à la suite de laquelle une nouvelle loi portant sur la copropriété est votée en 1924. Celle-ci lève un flou juridique et va pousser de nombreux promoteurs immobiliers à construire des immeubles à appartements à Bruxelles,. La crise économique de 1929 n’a que peu affecté le développement urbain à Bruxelles par rapport à d’autres villes occidentales et les années 1930 ont vu émerger un nombre important de nouveaux immeubles à appartements de style moderniste. Du point de vue des réalisations architecturales dans la première couronne, cela se traduit par des immeubles dispersés au sein du tissu urbain préexistant. Les styles et matériaux diffèrent mais les gabarits et volumes restent semblables aux échelles plus anciennes. Ainsi, la bibliothèque Sans-Souci est un immeuble de 4 étages et de largeur équivalente aux maisons néoclassiques du quartier.

#### Modernisme à Bruxelles
Le goût pour le style moderniste s’installe essentiellement à partir des années 1930 à Bruxelles. C’est cette année-là que la ville accueille le 3e CIAM, (congrès international d’architecture moderne). Le congrès avait pour thème « Méthodes rationnelles pour la construction des groupements d’habitation » et a beaucoup traité des avantages de la construction en hauteur sur plusieurs niveaux. Ainsi, les nouveaux immeubles construits tirent parti du progrès technique prôné par le mouvement, notamment le développement de l’armature en béton. Ceci permet de construire des bâtiments plus hauts et plus stables, et de multiplier les étages.

#### Nouvelle ère pour l'ascenseur
La construction de l'usine à ascenseurs de la rue Sans-Souci s'inscrit donc dans un contexte où les constructions neuves disposent presque toutes d’un ascenseur. Ceux-ci étaient, notamment dans les immeubles de luxe, des indicateurs de richesse. Quand les copropriétaires en avaient les moyens, ils étaient décorés finement de miroirs, de plaquettes en cuivre ou encore de lambris de bois,.

### Façade
La façade de l’immeuble est composée de 2 parties distinctes : les rez-de-chaussée et premier étage et les 3 étages supérieurs, séparés par une corniche blanche très débordante, semblant faire office d’auvent. La partie inférieure est composée de 4 baies de tailles différentes aux châssis métalliques bleu foncé : une porte offrant un accès aux logements situés aux étages supérieurs, une large fenêtre éclairant le hall de cette entrée, une grande fenêtre pour les bureaux du premier étage et une très large baie sur les 2 hauteurs pour l’entrée de la bibliothèque. La façade est recouverte d’un enduit blanc et décorée de demi-colonnes circulaires enduites également. On y reconnaît le style moderniste international par la simplicité, la non-symétrie dans la composition, l’usage d’enduit blanc et les formes géométriques simples. Ces éléments se retrouvent dans d’autres réalisations modernistes de l’entre-deux-guerres à Bruxelles, notamment les maisons de l’architecte Raphaël Delville,.
Les étages supérieurs sont composés d’un parement de briques jaunes, très présentes dans le quartier. On les retrouve notamment en parement de l’ancien Institut National de Radio-diffusion situé sur la place Eugène Flagey. Ce bâtiment de Joseph Diongre date également de 1933. Elles sont disposées horizontalement, sauf pour les linteaux où elles sont alignées verticalement. Le centre de la façade est disposé en encorbellement et permet ainsi d’augmenter les apports de lumière dans les appartements. Les baies sont des oriels formant un coin à leur extrémité. Elles sont toutes identiques et disposées 2 par 2 à chaque étage. La façade est achevée par une corniche blanche sans décorations.

## Bibliothèque
La commune d’Ixelles a acquis les rez-de-chaussée et premier étage de l’immeuble en 2004 avant d’y entreprendre d’importants travaux de rénovation dirigés par les architectes communaux. Le but était de maintenir l’atmosphère industrielle du local tout en le modernisant. L’entreprise a été portée par l’échevin aux affaires néerlandophones de l'époque, Pacal Dufour, et a coûté à peu près 2 millions d'euros. Elle était une réponse au manque de place disponible au centre communautaire d’Elzenhof, abritant les livres en néerlandais jusque-là.

### Projet global
La bibliothèque s’inscrit dans un projet culturel communal néerlandophone plus global en lien avec le centre communautaire Elzenhof. Des activités culturelles y sont organisées à l'attention des populations néerlandophones ixelloises. La commune d'Ixelles est une des plus densément peuplées et des plus aisées de Bruxelles. Les néerlandophones sont une des minorités non-francophones les plus nombreuses de la commune. Ixelles abrite plusieurs écoles primaires et maternelles dépendant de la communauté flamande et est proche géographiquement de la VUB, l'université libre néerlandophone de Bruxelles.

#### Public cible
Le quartier Malibran est plus précaire que la moyenne ixelloise et la moyenne d’âge y est également plus basse. La bibliothèque Sans-Souci se veut un projet de quartier selon un décret local de gestion culturelle de 2001, insistant sur l’importance d’une approche au niveau local des activités proposées par les bibliothèques flamandes. Des cours de néerlandais et des sessions de lecture destinées à un jeune public sont organisés de façon hebdomadaire. La collection comprend également des livres en espagnol, portugais, anglais et allemand.

### Ouverture
La bibliothèque a ouvert ses portes le 20 octobre 2007 alors que cette ouverture était prévue initialement pour septembre 2006. Son contenu avait été hébergé depuis le 1er décembre 2004 au centre communautaire néerlandophone Elzenhof situé dans les anciens locaux de la Vrije Openbare bibliotheek au 12 avenue de la Couronne. Les ouvrages de cette bibliothèque forment la base de la collection de la bibliothèque Sans-Souci, qui a ensuite été enrichie au fil des années.